# Hardegg
Hardegg is een gemeente in de Oostenrijkse deelstaat Neder-Oostenrijk, gelegen in het district Hollabrunn (HL). De gemeente heeft ongeveer 1500 inwoners.

## Geografie
Hardegg heeft een oppervlakte van 93,28 km². Het ligt in het noordoosten van het land, ten noorden van de hoofdstad Wenen en ten zuiden van de grens met Tsjechië.

## Geboren in Hardegg
- Freddy Quinn (1931), zanger

Alberndorf im Pulkautal · Göllersdorf · Grabern · Guntersdorf · Hadres · Hardegg · Haugsdorf · Heldenberg · Hohenwarth-Mühlbach am Manhartsberg · Hollabrunn · Mailberg · Maissau · Nappersdorf-Kammersdorf · Pernersdorf · Pulkau · Ravelsbach · Retz · Retzbach · Schrattenthal · Seefeld-Kadolz · Sitzendorf an der Schmida · Wullersdorf · Zellerndorf · Ziersdorf
- Gemeinsame Normdatei: 4023417-4
- MusicBrainz: c73487ff-10d6-469b-afb0-095a13cdf203
- Nationale Bibliotheek van Tsjechië: ge1156124
- Virtual International Authority File: 235013356
- WorldCat: E39PCjCMvkqdXDyx763HqdYr4q